# Hubert Leblanc
Hubert Leblanc   (1750 - 1827) fou un compositor i violinista francès.
Dirigí l'orquestra en el Théâtre Comique et Lyrique, de París; se sap que ocupava aquell lloc el 1791. Més tard hagué d'acontentar-se amb una modesta plaça de violinista en altres teatres més secundaris, acabant la seva vida en la misèria.
És autor de diverses operetes i algunes pantomimes. que compongué per al Théâtre d'Émulation, on treballà fins al 1801. Entre els seus productes teatrals hi figuren:
- La noce béarnaise (1787), que va ser la seva primera òpera;
- Gabrielle et Paulin (1788);
- La folle gageure, Rosine et Zely (1790);
- Le berceau de Henri IV;
- Nicodéme dans la lune, la seva obra de major èxit, representada al mateix teratre durant més d'un any i
- Telémaque, obra dialogada, amb una obertura, entreactes musicals i fragments de cant.[1]